# Swinbrook
Swinbrook est un village du Oxfordshire au Royaume-Uni.

## Géographie
Il est situé à 3 km à l'Est de Burford. 

## Histoire

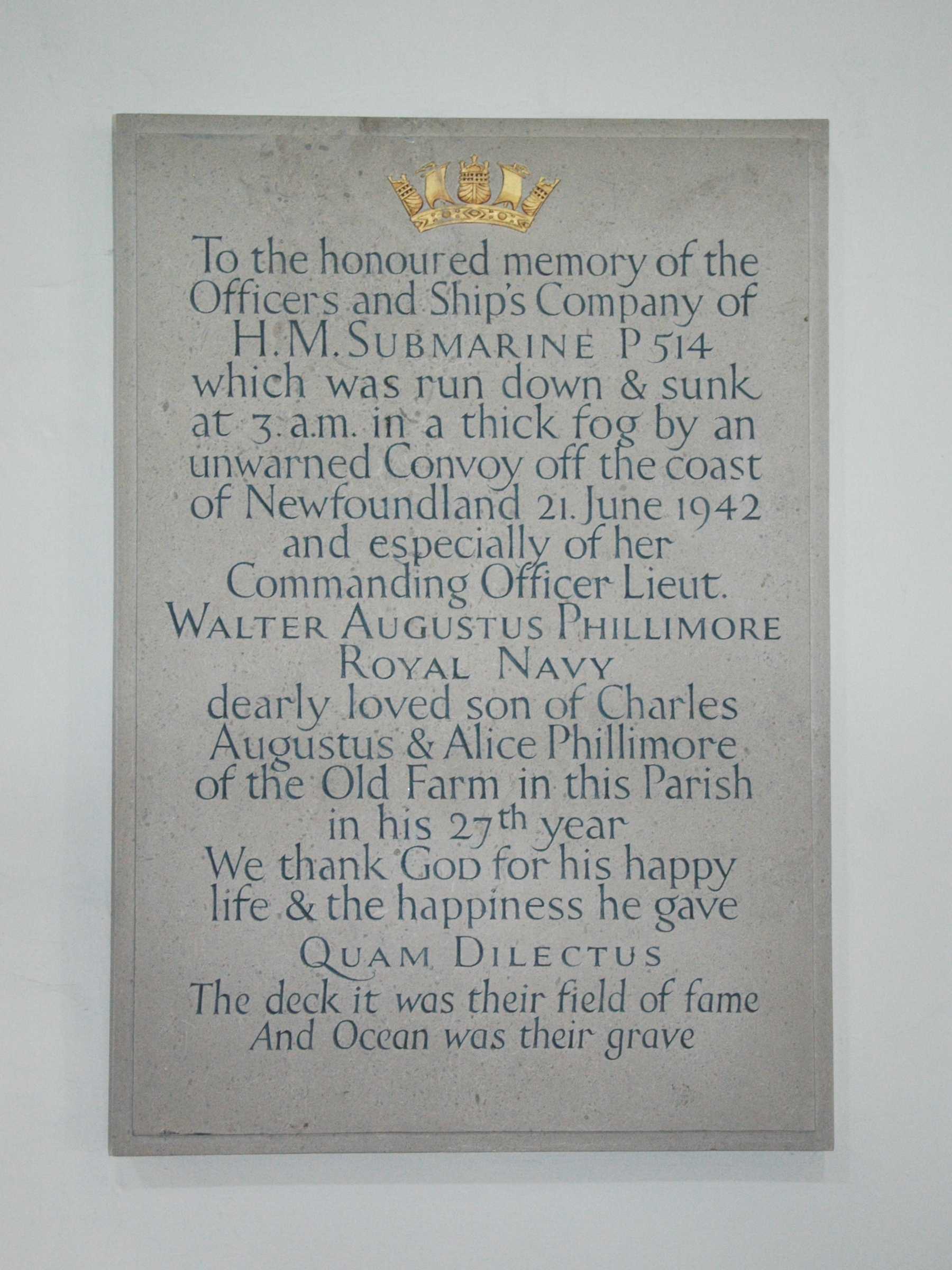
Monument en hommage au HMS P514

Le village est connu pour son église paroissiale du XIIIe siècle dédiée à Marie. L'église contient une plaque en hommage à l'équipage du sous-marin P514 de la classe USS R-19 (SS-96) (en). 